# Аграновський Давид Самійлович
Давид Самійлович Аграновський (1 квітня 1890, Ромни — 12 жовтня 1953, Свердловськ) — радянський оперний співак (тенор), Заслужений артист РРФСР (1934).

## Біографія
Народився 20 березня (1 квітня за новим стилем) 1890 року в місті Ромнахи Полтавської губернії (нині Сумської області) в єврейській родині службовця миловарного заводу.
Закінчив школу і Кобелякське комерційне училище, де почав співати. У 1911 році почав  виступати у пересувному оперному колективі в Полтаві. У цьому ж році поїхав у Москву і був прийнятий в трупу приватної опери С. Зіміна, але через рік повернувся до Полтави.
У 1914 році Аграновський вступив на вокальне відділення Петроградської консерваторії, яку закінчив у 1919 році (клас С. Габеля). Одночасно з навчанням співав у Театрі музичної драми та виступав на концертах.
У 1922—1923 роках — соліст Тифліського, 1923—24 — Харківського театрів опери та балету.
У 1924—1925 роках працював у Київській опері, співав партію Йонтека («Галька» С. Монюшка) українською мовою. Виконував також українські народні пісні.
Д. С. Аграновський був солістом Свердловського театру опери та балету майже двадцять років, з 1921 по 1944 роки (з перервами), дебютувавши в сезоні 1921/1922 років в Радамеса в «Аїді». В його репертуарі було близько сорока партій, кращими серед яких стали — Собінін («Життя за царя» М. Глінки), Самозванець («Борис Годунов» М. Мусоргського), Левко («Майська ніч» М. Римського-Корсакова), Садко («Садко» Н. Римського-Корсакова), Радамес («Аїда» Дж. Верді), Герман («Пікова дама» П. Чайковського). Співав разом з Фатьмою Мухтарьовою і Маргаритою Глазуновою.
Аграновський залишив сцену в 1944 році в результаті тяжкої хвороби, яка прикувала його до ліжка.
Помер 12 жовтня 1953 року в Свердловську, був похований на Михайлівському кладовищі. На надгробку вказана дата народження 17 березня.